# Варзоб (село)
Варзо́б (тадж. Варзоб; до 1959 г. — Оби Оджук, тадж. Оби Оҷуқ) — сельский населённый пункт, административный центр Варзобского района Республики Таджикистан. Находится в 25 км от города Душанбе.
Варзоб курортная зона Таджикистана, находящаяся в живописном ущелье, которое находится в 8 км от Душанбе.

## География
В Варзобском ущелье протекает семь горных рек: Симиганч, Сиёма, Варзоб, Сии, Амоо, Сокхоб.